# 东门街道 (乌鲁木齐市)
东门街道，是中华人民共和国新疆维吾尔自治区乌鲁木齐市天山区下辖的一个乡镇级行政单位。

## 行政区划
东门街道下辖以下地区：
建国南路北社区、东后南街社区、东风路社区、东后北街社区、五星南路社区、西后街社区、日光小区社区、前进东路社区、前进西路社区、建国北路社区和光华路社区。